# ベスト・オブ・ジュディ・コリンズ
| 専門評論家によるレビュー | 専門評論家によるレビュー |
| レビュー・スコア         | レビュー・スコア         |
| 出典                     | 評価                     |
| ------------------------ | ------------------------ |
| Allmusic                 | [ 1 ]                    |
| Christgau's Record Guide | C+                       |

『ベスト・オブ・ジュディ・コリンズ 青春の光と影』(Colors of the Day: The Best of Judy Collins ないし、シンプルに Colors of the Day) は1972年に発売されたアメリカのフォークシンガー、ジュディ・コリンズによるコンピレーション・アルバム。このアルバムはビルボードのポップ・アルバム・チャートで最高37位を記録した。
エレクトラ・レコードのマーク・エイブラムソンが制作を担当し、全米トップ40ヒットとなったジョニ・ミッチェルの「青春の光と影」のカバーや、「アメージング・グレイス」、サンディ・デニーの「時の流れを誰が知る」、コリンズ自作の「アルバトロス」（後の2曲は The Subject Was Roses の映画化の際に用いられた）などが収録されている。ビル・クリントン元合衆国大統領はこのアルバムを最高のお気に入りと評している。
アルバムは50万枚以上を売り上げて、RIAAによって1974年にゴールドディスクに認定され、後に売り上げ100万枚を超えたことによってプラチナディスクに認定された。

## 収録曲
1. 「サムデイ・スーン」"Someday Soon" (イアン・タイソン) – 3:44
2. 「シンス・ユー・アスクト」"Since You Asked" (ジュディ・コリンズ) – 2:33
3. 「青春の光と影」"Both Sides Now" (ジョニ・ミッチェル) – 3:14
4. 「サンズ・オブ」"Sons Of" (エリック・ブラウ、ジャック・ブレル、ジェラール・ジュアンネスト、モルト・シューマン) – 2:26
5. 「スザンヌ」"Suzann" (レナード・コーエン) – 4:24
6. 「フェアウェル・トゥ・ターワシー」"Farewell to Tarwathie" (トラディショナル) – 5:31
7. 「時の流れを誰が知る」"Who Knows Where the Time Goes" (サンディ・デニー) – 4:40
8. 「サニー・グッジ・ストリート」"Sunny Goodge Street" (ドノヴァン) – 2:56
9. 「マイ・ファザー」"My Father" (コリンズ) – 5:02
10. 「アルバトロス」"Albatross" (コリンズ) – 4:50
11. 「イン・マイ・ライフ」"In My Life" (レノン＝マッカートニー) – 2:53
12. 「アメージング・グレイス」"Amazing Grace" (トラディショナル) – 4:06

## パーソネル
- ジュディ・コリンズ – ヴォーカル、ギター、ピアノ、キーボード、ライナーノーツ
- ジョシュア・リフキン – 編曲、指揮

## 制作記録
- プロデュース：マーク・エイブラムソン、デヴィッド・アンダール
- マスタリング：ジョー・ガストワート、スティーヴ・ホフマン、アンディ・ペイリー
- エンジニア：ジョン・ヒーニー
- 写真撮影：ベッティ・ビアード
- 製作総指揮：ジャック・ホルツマン